# إدوين جاي هوستون
إدوين جاي هوستون (بالإنجليزية: Edwin J. Houston)‏ هو مهندس مدني ومخترع أمريكي، ولد في 9 يوليو 1847 في الإسكندرية في الولايات المتحدة، وتوفي في 1 مارس 1914.

## وصلات خارجية
- إدوين جاي هوستون على موقع الموسوعة البريطانية (الإنجليزية)
- إدوين جاي هوستون على موقع إن إن دي بي (الإنجليزية)